# Хотомиричи
Хотомиричи — посёлок в Брянском районе Брянской области, в составе Журиничского сельского поселения. Расположен в 2,5 км к северо-западу от посёлка Пальцо. Постоянное население с 2005 года отсутствует.
Возник в начале XX века как хутор; входил в состав Супоневской волости. По переписи 1926 года, преобладало украинское население.
| Годы      | 1926 | 1979 | 1989 | 2002 | 2010 |
| --------- | ---- | ---- | ---- | ---- | ---- |
| Население | 92   | 62   | 25   | 7    | 0    |